# Linia kolejowa nr 65

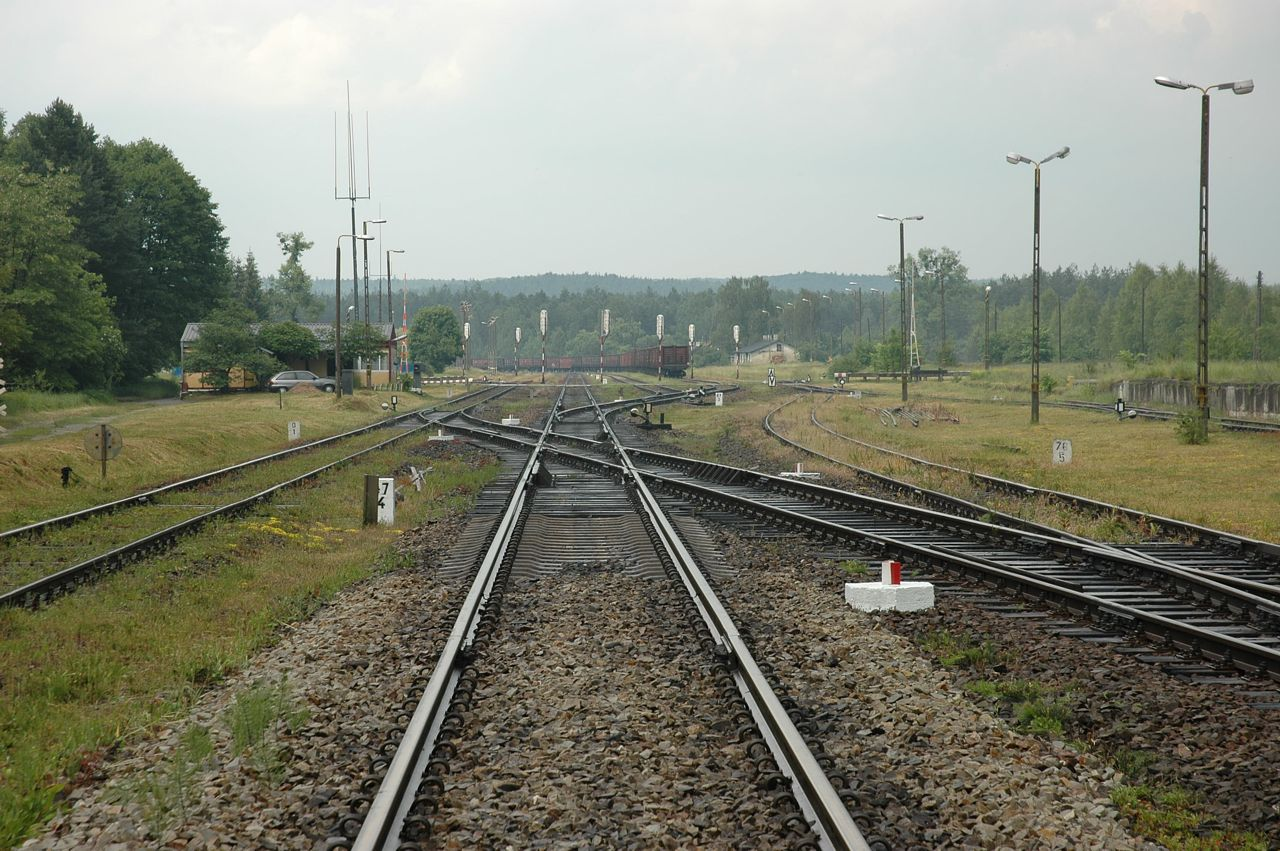
Tory linii kolejowej LHS na stacji w Zwierzyńcu

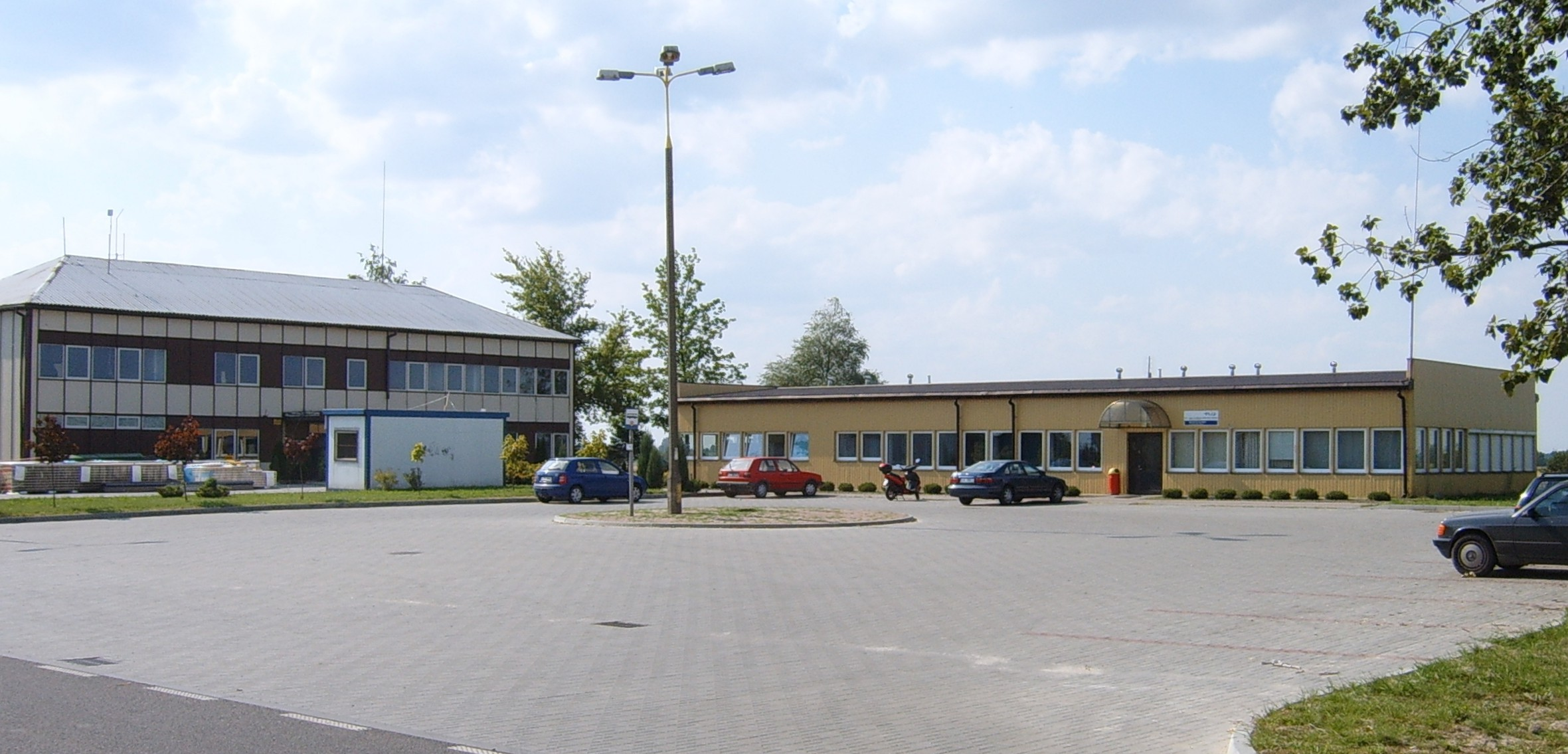
Stacja Zamość Bortatycze LHS

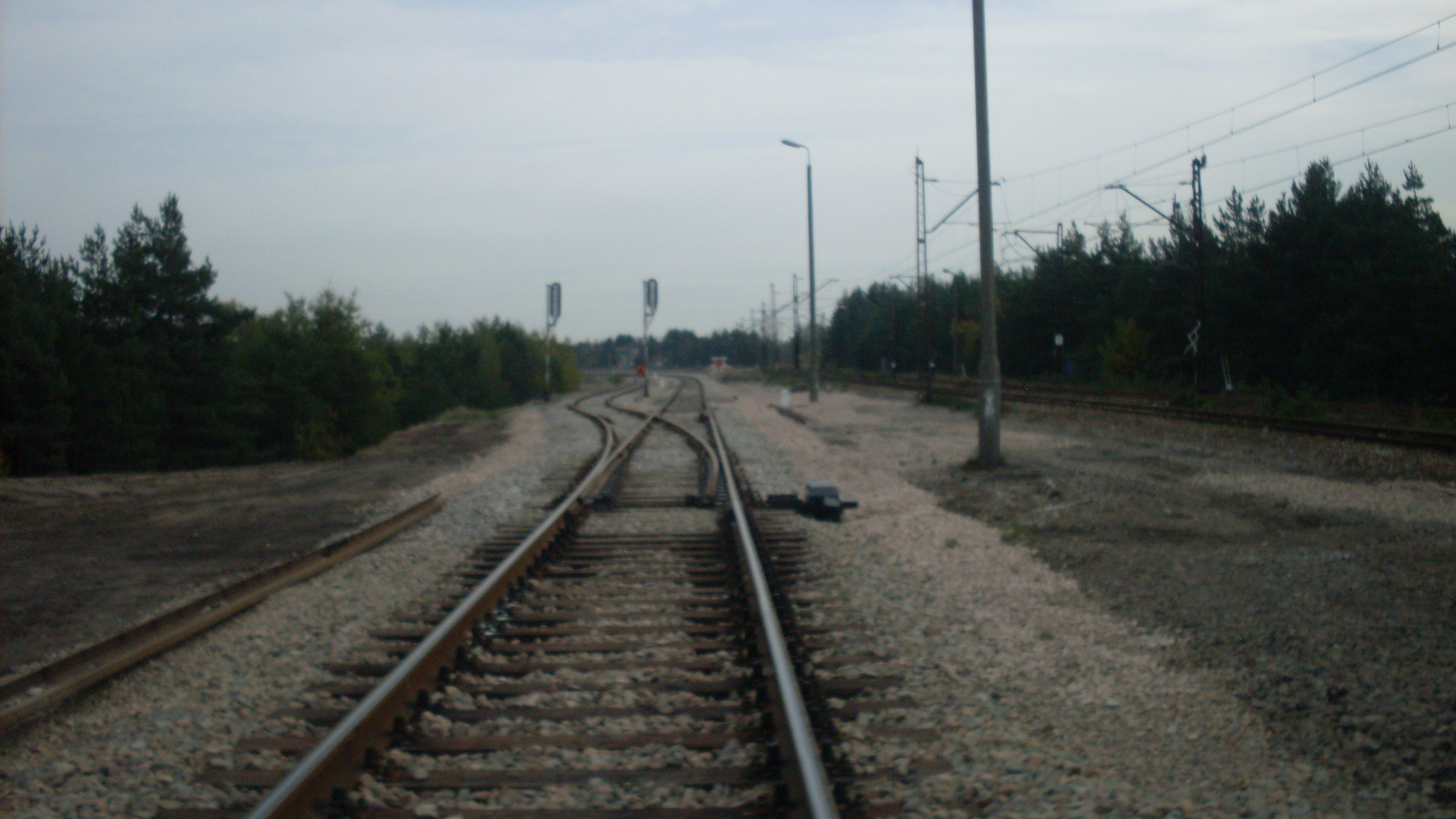
LHS w Bukownie

Linia kolejowa nr 65 Most na rzece Bug – Sławków Południowy LHS, Linia Hutnicza Szerokotorowa, dawniej znana pod nazwą Linia Hutniczo-Siarkowa (LHS) – niezelektryfikowana, jednotorowa linia kolejowa przebiegająca od kolejowego przejścia granicznego w Hrubieszowie do stacji kolejowej Sławków Południowy LHS.
Linia kolejowa nr 65 jest najdłuższą szerokotorową linią kolejową w Polsce. Jej długość od granicy państwa do stacji towarowej w Sławkowie wynosi 394,650 kilometrów. Łączna długość torów na linii wynosi 524,339 kilometrów. Jest powszechnie uważana za najdalej wysuniętą na zachód Europy linię o rozstawie toru 1520 mm.
Od 2001 roku linia kolejowa LHS ma charakter wyłącznie towarowy i obsługuje tylko przewozy międzynarodowe. Na końcu linii i wzdłuż jej przebiegu znajdują się terminale przeładunkowe wykorzystywane do rozładunku różnego rodzaju towarów przywożonych do Polski z Ukrainy, z innych państw byłego Związku Radzieckiego, a także z Chin.
Obok Centralnej Magistrali Kolejowej, linia kolejowa nr 65 była największym jednorazowym przedsięwzięciem kolejowym Polskich Kolei Państwowych w okresie Polskiej Rzeczypospolitej Ludowej.

## Historia
Koncepcja budowy linii Łazy – Kiwerce powstała w latach 20. XX wieku. Jej celem było dostarczanie węgla kamiennego wewnątrz terytorium Rzeczypospolitej Polskiej – z polskiej części Górnego Śląska na Wołyń oraz zwiększenie gęstości linii kolejowych w południowej części dawnej tzw. Kongresówki, na której przed I wojną światową obowiązywał zakaz budowy linii kolejowych. Inwestycja ta nie została jednak wówczas zrealizowana. Dopiero w latach 1976–1979 zbudowano ww. linię do obsługi importu rudy żelaza z Krzywego Rogu do Huty Katowice oraz eksportu polskiej siarki i węgla do Związku Socjalistycznych Republik Radzieckich.
Linia wybudowana została przez teren Roztoczańskiego Parku Narodowego pomimo negatywnego stanowiska Państwowej Rady Ochrony Przyrody. Została oddana do użytku 30 listopada 1979 r.
Po przemianach polityczno-ekonomicznych w 1989 r. i rozpadzie Związku Radzieckiego linia przeżywała kryzys przewozowy. W 2001 r. została przekazana pod zarząd spółki PKP LHS.
Od kilkunastu lat planowane jest szersze wykorzystanie linii dla perspektywicznego połączenia kolejowego Europa–Azja. W 2017 r. były minister infrastruktury Jerzy Polaczek w związku z tym wystąpił z interpelacją ws. wydłużenia linii LHS do portów rzecznych w Gliwicach i Kędzierzynie-Koźlu, co miałoby ułatwić przeładunek towarów transportowanych z Azji i podnieść atrakcyjność linii LHS.
Od 2017 do końca 2019 roku PKP Linia Hutnicza Szerokotorowa analizowała możliwość elektryfikacji linii na całej długości z wykorzystaniem napięcia prądu stałego lub przemiennego.
W kwietniu 2017 roku PKP LHS wspólnie z kolejami ukraińskimi podpisały list intencyjny dotyczący współpracy w celu elektryfikacji na prąd przemienny odcinka Kowel - Izow - Hrubieszów. Na początku maja 2021 roku rozpoczęto prace przygotowawcze, a w sierpniu rozpoczęto pierwsze stawianie słupów. PKP LHS zrezygnowało jednak z tych planów.

## Ruch pasażerski na LHS
W latach 1990–2000 linia LHS była wykorzystywana do przewozów pasażerskich. Jeździły nią pociągi dalekobieżne do Rosji i na Ukrainę. Początkowo była to jedna para pociągów pospiesznych relacji Moskwa – Olkusz – Moskwa, kursująca co drugi dzień. W 1993 r. ofertę rozszerzono o parę pociągów relacji Lwów – Zamość Północny i Moskwa – Zamość Północny. W 1994 r. pociągi pasażerskie na linii LHS kursowały jedynie raz w tygodniu w relacji Olkusz – Charków – Olkusz. Od połowy lat 90. XX wieku pociągi jeździły sporadycznie na zarządzenie jako specjalne.
Do obsługi przewozu osób na linii kolejowej nr 65 wybudowano perony na stacjach Hrubieszów i Olkusz oraz przystanki osobowe: Zamość Północny, Wola Baranowska i Sędziszów Północny. Odprawa celna i paszportowa pasażerów odbywała się na stacji granicznej w Hrubieszowie.
W Sieciowym Rozkładzie Jazdy Pociągów pociągi pasażerskie kursujące po linii LHS uwzględnione były w tabeli nr 104. 28 lutego 2022 roku po torach LHS przejechał do stacji Olkusz specjalny pociąg pasażerski z uchodźcami uciekającym z terenów Ukrainy w wyniku inwazji Rosji. Pociągi pasażerskie z Ukrainy kursowały w pierwszym tygodniu marca 2022 roku.

## Przebieg LHS

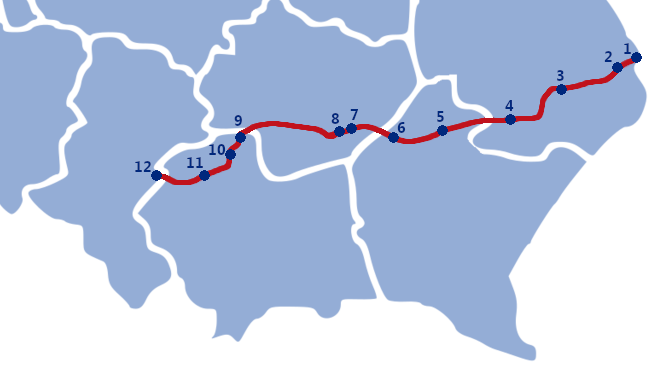
Mapa przebiegu PKP LHS

| Nr na mapie | Miejscowość                                               | Rodzaj posterunku ruchu                                                         |
| ----------- | --------------------------------------------------------- | ------------------------------------------------------------------------------- |
| 1           | Most na rzece Bug niedaleko Gródka (powiat hrubieszowski) | Kolejowe przejście graniczne Polski z Ukrainą                                   |
| 2           | Hrubieszów LHS                                            | stacja, posterunek graniczny połączony z kontrolą celną                         |
| –           | Werbkowice LHS                                            | mijanka                                                                         |
| –           | Miączyn LHS                                               | mijanka                                                                         |
| –           | Jarosławiec                                               | posterunek osłonny                                                              |
| –           | Zamość Północ LHS                                         | mijanka                                                                         |
| 3           | Zamość Bortatycze LHS                                     | stacja, zakład taboru (na terenie miejscowości Wysokie)                         |
| –           | Zawada                                                    | posterunek osłonny                                                              |
| –           | Szczebrzeszyn LHS                                         | stacja                                                                          |
| –           | Zwierzyniec Towarowy                                      | stacja                                                                          |
| 4           | Biłgoraj LHS                                              | stacja                                                                          |
| –           | Huta Deręgowska LHS                                       | mijanka                                                                         |
| 5           | Nowosielec koło Niska n. Sanem                            | punkt na mapce obok                                                             |
| –           | Puszcza LHS                                               | mijanka – odbudowana, 26 października 2010 przekazana do próbnej eksploatacji   |
| –           | Drozdów LHS                                               | mijanka                                                                         |
| 6           | Wola Baranowska LHS                                       | stacja                                                                          |
| –           | Niekrasów LHS                                             | mijanka – odbudowana, 4 grudnia 2006 przekazana do próbnej eksploatacji         |
| 7           | Staszów LHS                                               | stacja                                                                          |
| 8           | Grzybów LHS                                               | obecnie mijanka – stacja w czasach, kiedy ładowano tu siarkę na eksport do ZSRR |
| –           | Raczyce LHS                                               | mijanka                                                                         |
| –           | Gołuchów LHS                                              | stacja (na terenie miejscowości Wola Żydowska)                                  |
| –           | Łączyn LHS                                                | mijanka                                                                         |
| 9           | Sędziszów LHS                                             | stacja, stanowisko przestawcze z toru 1435 mm na 1520 mm                        |
| –           | Sędziszów                                                 | dawny przystanek osobowy mieszczący się na ostatnim peronie dworca PKP          |
| 10          | Kępie LHS                                                 | mijanka                                                                         |
| –           | Jaroszowiec Olkuski                                       | posterunek osłonny                                                              |
| 11          | Zarzecze LHS                                              | mijanka                                                                         |
| –           | Olkusz                                                    | dawny przystanek osobowy na peronie nr 2 (międzynarodowym) stacji Olkusz        |
| –           | Bukowno LHS                                               | mijanka                                                                         |
| 12          | Sławków LHS                                               | stacja końcowa                                                                  |